# دروار (توية)
دروار (بالفارسية: دروار) هي مستوطنة تقع في إيران في قسم تویة دروار الريفي. يقدر عدد سكانها بـ 478 نسمة بحسب إحصاء 2016.